# 1555.
◄ | 15. stoljeće | 16. stoljeće | 17. stoljeće | ►
◄ | 1520-ih | 1530-ih | 1540-ih | 1550-ih | 1560-ih | 1570-ih | 1580-ih | ►
◄◄ | ◄ | 1552. | 1553. | 1554. | 1555. | 1556. | 1557. | 1558. | ► | ►►
Arhitektura • Astronomija • Glazba • Kazalište • Kiparstvo • Knjige • Književnost • Kršćanstvo • Medicina • Politika • Pravo • Promet • Slikarstvo • Znanost

## Smrti
- 23. ožujka – Julije III., papa (* 1487.)

## Vanjske poveznice
|  | Zajednički poslužitelj ima još gradiva o temi 1555. |